# Misotermes exenterans
Misotermes exenterans är en tvåvingeart som beskrevs av Schmitz 1938. Misotermes exenterans ingår i släktet Misotermes och familjen puckelflugor. Inga underarter finns listade i Catalogue of Life.